# Густавссон, Рагнар
Ра́гнар Гу́ставссон (швед. Ragnar Gustavsson; 28 сентября 1907 — 19 мая 1980) — шведский футболист, нападающий, участник чемпионата мира 1934 года в составе сборной Швеции.

## Карьера
Долгое время играл за клуб «ГАИС» из Гётеборга.
В сборной дебютировал в июне 1932 года в товарищеском матче против Бельгии. В сентябре того же года отметился дублем в матче с Латвией, забив свои первые голы за сборную. Участвовал в чемпионате Скандинавии 1929–1932 и в чемпионате мира 1934 года. Выходил на поле в обоих матчах, проведённых Швецией на турнире. Всего за сборную сыграл 9 матчей, забил 3 гола.
| Матчи и голы Рагнара Густавссона за сборную Швеции | Матчи и голы Рагнара Густавссона за сборную Швеции | Матчи и голы Рагнара Густавссона за сборную Швеции | Матчи и голы Рагнара Густавссона за сборную Швеции | Матчи и голы Рагнара Густавссона за сборную Швеции | Матчи и голы Рагнара Густавссона за сборную Швеции | Матчи и голы Рагнара Густавссона за сборную Швеции |
| -------------------------------------------------- | -------------------------------------------------- | -------------------------------------------------- | -------------------------------------------------- | -------------------------------------------------- | -------------------------------------------------- | -------------------------------------------------- |
| №                                                  | Дата                                               | Место проведения                                   | Соперник                                           | Счёт                                               | Голы                                               | Турнир                                             |
| 1                                                  | 12 июня 1932                                       | Стокгольм, Швеция                                  | Бельгия                                            | 3:1                                                | -                                                  | Товарищеский матч                                  |
| 2                                                  | 19 июня 1932                                       | Копенгаген, Дания                                  | Дания                                              | 1:3                                                | -                                                  | Чемпионат Скандинавии 1929-32                      |
| 3                                                  | 17 июля 1932                                       | Стокгольм, Швеция                                  | Австрия                                            | 3:4                                                | -                                                  | Товарищеский матч                                  |
| 4                                                  | 25 сентября 1932                                   | Стокгольм, Швеция                                  | Литва                                              | 8:1                                                | 2                                                  | Товарищеский матч                                  |
| 5                                                  | 6 ноября 1932                                      | Базель, Швейцария                                  | Швейцария                                          | 1:2                                                | -                                                  | Товарищеский матч                                  |
| 6                                                  | 23 мая 1934                                        | Стокгольм, Швеция                                  | Польша                                             | 4:2                                                | -                                                  | Товарищеский матч                                  |
| 7                                                  | 27 мая 1934                                        | Болонья, Италия                                    | Аргентина                                          | 3:2                                                | -                                                  | Чемпионат мира по футболу 1934                     |
| 8                                                  | 31 мая 1934                                        | Милан, Италия                                      | Германия                                           | 1:2                                                | -                                                  | Чемпионат мира по футболу 1934                     |
| 9                                                  | 23 сентября 1934                                   | Стокгольм, Швеция                                  | Латвия                                             | 3:1                                                | 1                                                  | Товарищеский матч                                  |

Итого: 9 матчей / 3 гола; 5 побед, 0 ничьих, 4 поражения.